# Vall de Montvallet
La Vall de Montvallet és una riera la major part de l'any seca dels termes municipals de Juncosa, el Soleràs i els Torms, a les Garrigues.
Es forma en terme de Juncosa, prop del Mas del Manuel, al nord-oest del Coll de Mònics, al vessant nord-est de la Serra de Covaneres. Des d'aquest lloc davalla cap al nord-oest, paral·lel al Serrall de les Cometes. La part superior s'anomena la Vall Cansada de Més Amunt; travessa el terme dels Torms, fins que a ponent del Mas del Sas entra en el terme del Soleràs, on de seguida s'aboca en la Vall Cansada.